# Hincovce
Hincovce (Hongaars: Szepesnádasd) is een Slowaakse gemeente in de regio Košice, en maakt deel uit van het district Spišská Nová Ves.
Hincovce telt 222 inwoners.